# أوبينهيم
أوبينهيم (بالفرنسية: Obenheim) هي بلدية تقع في إقليم الراين الأسفل من منطقة ألزاس في شمال شرق فرنسا. تبلغ مساحة هذه المدينة 7.99 (كم²)، يبلغ عدد سكانها 1368 نسمة حسب إحصاء المعهد الوطني للإحصاء والدراسات الاقتصادية سنة 2009 م. وترأس Roger Karst البلدية خلال فترة (2001 - 2008).

## أعلام
- فريديريك هنري والثر

## وصلات خارجية
- صفحة البلدية على موقع المعهد الوطني للإحصاء والدراسات الاقتصادية (بالفرنسية)